# Хойникский замок
Хойникский замок — фортификационное сооружение XVII—XVIII веков в Хойниках в Гомельской области Белоруссии. Построен в первой половине XVII века, накануне «Хмельниччины», вероятно, паном Максимилианом Бжозовским. Позже принадлежал князьям Шуйским, панам Прозорам. Есть описание замка по состоянию на 1721 год.

## Описание

Хойникский замок на гербе Хойников

Занимал небольшую песчаную дюну в заболоченной пойме реки Квеси. Вытянутая с севера на юг овальная площадка замка (35 × 25 м) была окружена заполненным водой рвом, который со стороны местечка имел ширину 28-30 м, с других сторон — 10-18 м. Кроме того, был защищен большой поймой. На земляном валу стояли деревянные оборонительные стены-городни, была и въездная башня с брамой. Связь с городом осуществлялась по дамбе и деревянному мосту.
Согласно инвентарю за 1721 год, Хойникский замок был окружен парканом (оборонительное заграждение в виде частокола), имел 2-этажную въездную башню, срубленную из брусьев и укрытую щепой. Первый этаж башни занимали въездной проезд с воротами и 2 помещения, отведенные под тюрьму, на 2-м этаже зал со стеклянными окнами в деревянных рамах. На уровне 2-го этажа вкруговую шёл балкон. На замковом дворе располагались хозяйственные постройки. Хойникский замок стоял до 2-й половины XVIII в.